# Кубок світу з біатлону 2007—2008 — етап 6
Шостий етап  Кубка світу з біатлону 2007–2008 відбувався в  Антерсельві, Італія, з 17 січня по  20 січня 2008 року.

## Гонки
Розклад гонок наведено нижче
| Дата     | Час       | Гонка                            |
| -------- | --------- | -------------------------------- |
| 17 січня | 14:15 CET | Жінки, спринт 7,5 км             |
| 18 січня | 14:15 CET | Чоловіки, спринт 10 км           |
| 19 січня | 12:45 CET | Жінки, переслідування 10 км      |
| 19 січня | 15:30 CET | Чоловіки, переслідування 12,5 км |
| 20 січня | 13:00 CET | Жінки, мас-старт 12,5 км         |
| 20 січня | 15:30 CET | Чоловіки, переслідування 15 км   |

## Призери

### Чоловіки
| Гонка:                                                                         | Золото:                       | Час                | Срібло:              | Час               | Бронза:                       | Час               |
| Спринт 10 км Протокол [Архівовано 14 вересня 2012 у Wayback Machine.]          | Міхаель Грайс Німеччина       | 25:05.4 (0+0)      | Микола Круглов Росія | 25:08.8 (0+0)     | Уле-Ейнар Б'єрндален Норвегія | 25:11.8 (0+0)     |
| Переслідування 12,5 км Протокол [Архівовано 9 вересня 2012 у Wayback Machine.] | Б'єрн Феррі Швеція            | 32:46.6 (1+0+0+0)  | Микола Круглов Росія | 33:13.1 (0+0+2+0) | Міхаель Грайс Німеччина       | 33:15.3 (0+1+2+1) |
| Мас-старт 15 км Протокол [Архівовано 10 червня 2015 у Wayback Machine.]        | Уле-Ейнар Б'єрндален Норвегія | 36:26.99 (1+0+0+0) | Б'єрн Феррі Швеція   | 36:47.4 (1+0+0+0) | Міхаель Грайс Німеччина       | 36:53.2 (1+0+1+0) |

### Жінки
| Гонка:                                                                       | Золото:                  | Час               | Срібло:                   | Час               | Бронза:                  | Час               |
| Спринт, 7,5 км Протокол [Архівовано 15 вересня 2012 у Wayback Machine.]      | Каті Вільгельм Німеччина | 21:36.4 (0+0)     | Андреа Хенкель Німеччина  | 21:46.9 (0+0)     | Світлана Слєпцова Росія  | 22:03.3 (0+0)     |
| Переслідування 10 км Протокол [Архівовано 30 жовтня 2013 у Wayback Machine.] | Андреа Хенкель Німеччина | 32:51.3 (0+1+0+0) | Світлана Слєпцова Росія   | 33:24.7 (0+0+0+2) | Тура Бергер Норвегія     | 33:37.8 (0+0+0+2) |
| Мас-старт 12,5 км Протокол [Архівовано 7 грудня 2014 у Wayback Machine.]     | Андреа Хенкель Німеччина | 36:07.3 (0+1+0+0) | Анна-Карін Улофсон Швеція | 36:23.4 (0+0+0+0) | Каті Вільгельм Німеччина | 36:36.1 (2+0+0+0) |